# Tinodes tichtrya
Tinodes tichtrya är en nattsländeart som beskrevs av Schmid 1959. Tinodes tichtrya ingår i släktet Tinodes och familjen tunnelnattsländor. Inga underarter finns listade i Catalogue of Life.